# 謝多韋

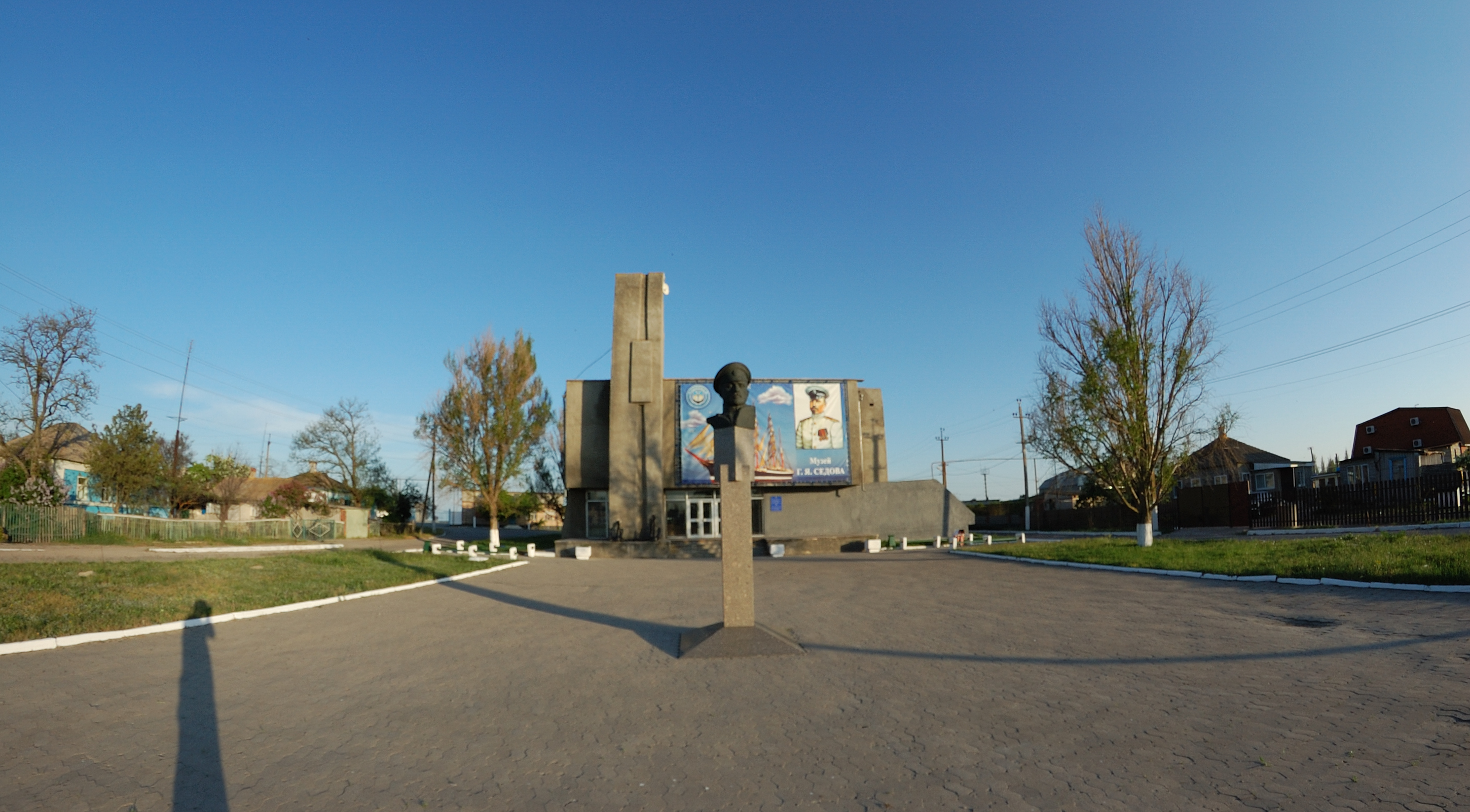
博物馆

谢多韋（羅馬化：Siedove），是烏克蘭東部頓涅茨克州卡利米烏斯凱區新亚速斯克市镇内的市級鎮。距離新亞速斯克7公里，處於亞速海的塔甘羅格灣沿岸，始建於1750年，2011年人口2,734。现被俄罗斯占领。